# Leichtathletik-Weltmeisterschaften 1997/200 m der Männer
Der 200-Meter-Lauf der Männer bei den Leichtathletik-Weltmeisterschaften 1997 wurde vom 75. und 8. August 1997 im Olympiastadion der griechischen Hauptstadt Athen ausgetragen.
Weltmeister wurde der WM-Bronzemedaillengewinner von 1995 und Olympiabronzemedaillengewinner von 1996 Ato Boldon aus Trinidad und Tobago, der 1996 auch Olympiadritter über 100 Meter war. Den zweiten Rang belegte der Weltmeister von 1993, zweifache WM-Zweite (1991/1995) und zweifache Olympiazweite (1992/1996) Frank Fredericks aus Namibia, der auch über 100 Meter 1992 und 1996 jeweils Olympiasilber gewonnen hatte. Bronze ging an den Brasilianer Claudinei da Silva.

## Bestehende Rekorde
| Weltrekord               | 19,32 s | Michael Johnson | OS 1996 in Atlanta, USA       | 1. August 1996  |
| Weltmeisterschaftsrekord | 19,79 s | Michael Johnson | WM 1995 in Göteborg, Schweden | 11. August 1995 |

Der bestehende WM-Rekord wurde bei diesen Weltmeisterschaften nicht eingestellt und nicht verbessert.

In keinem der Rennen wurde die 20-Sekunden-Marke unterboten.
In den Vorläufen gab es drei neue Landesrekorde:
- 20,79 s – Antoine Boussombo (Gabun), 5. Vorlauf
- 20,69 s – Gary Ryan (Irland), 6. Vorlauf
- 21,59 s – Hadhari Djaffar (Komoren), 8. Vorlauf

## Vorrunde
Die Vorrunde wurde in neun Läufen durchgeführt. Die ersten drei Athleten pro Lauf – hellblau unterlegt – sowie die darüber hinaus fünf zeitschnellsten Läufer – hellgrün unterlegt – qualifizierten sich für das Viertelfinale.

### Vorlauf 1
6. August 1997, 10:15 Uhr
Wind: +1,9 m/s
| Platz | Name                       | Nation              | Zeit (s) |
| ----- | -------------------------- | ------------------- | -------- |
| 1     | Ato Boldon                 | Trinidad und Tobago | 20,48    |
| 2     | Douglas Walker             | Großbritannien      | 20,49    |
| 3     | Georgios Panagiotopoulos   | Griechenland        | 20,60    |
| 4     | Deji Aliu                  | Nigeria             | 20,60    |
| 5     | O’Brian Gibbons            | Kanada              | 20,71    |
| 6     | Emmanuel Tuffour           | Ghana               | 20,72    |
| 7     | Hamoud Abdallah al-Dalhami | Oman                | 21,45    |

### Vorlauf 2
6. August 1997, 10:21 Uhr
Wind: +1,1 m/s
| Platz | Name              | Nation     | Zeit (s) |
| ----- | ----------------- | ---------- | -------- |
| 1     | Erik Wijmeersch   | Belgien    | 20,71    |
| 2     | Frank Fredericks  | Namibia    | 20,74    |
| 3     | Sayon Cooper      | Liberia    | 20,88    |
| 4     | Philip Mukomana   | Simbabwe   | 20,88    |
| 5     | Justice Dipeba    | Botswana   | 20,96    |
| 6     | Patrick Johnson   | Australien | 21,45    |
| DNS   | Christophe Cheval | Frankreich |          |

### Vorlauf 3
6. August 1997, 10:27 Uhr
Wind: −0,2 m/s
| Platz | Name                  | Nation            | Zeit (s) |
| ----- | --------------------- | ----------------- | -------- |
| 1     | Sergejs Inšakovs      | Lettland          | 20,72    |
| 2     | Obadele Thompson      | Barbados          | 20,75    |
| 3     | Prodromos Katsantonis | Zypern            | 20,77    |
| 4     | Kōji Itō              | Japan             | 20,82    |
| 5     | Juan Pedro Toledo     | Mexiko            | 21,03    |
| 6     | Lars Hedner           | Schweden          | 21,30    |
| 7     | Tao Wu-Shiun          | Chinesisch Taipeh | 21,85    |

### Vorlauf 4
6. August 1997, 10:33 Uhr
Wind: +2,0 m/s
| Platz | Name              | Nation                       | Zeit (s) |
| ----- | ----------------- | ---------------------------- | -------- |
| 1     | Patrick Stevens   | Belgien                      | 20,45    |
| 2     | Julian Golding    | Großbritannien               | 20,49    |
| 3     | Carlo Occhiena    | Italien                      | 20,90    |
| 4     | Gilles Quénéhervé | Frankreich                   | 20,93    |
| 5     | Ryszard Pilarczyk | Polen                        | 20,98    |
| 6     | Pascal Dangbo     | Benin                        | 21,58    |
| 7     | Kendon Maynard    | Amerikanische Jungferninseln | 21,64    |

### Vorlauf 5
6. August 1997, 10:39 Uhr
Wind: −0,2 m/s
| Platz | Name                | Nation        | Zeit (s) |
| ----- | ------------------- | ------------- | -------- |
| 1     | Giovanni Puggioni   | Italien       | 20,73    |
| 2     | Joseph Loua         | Guinea        | 20,75    |
| 3     | Jon Drummond        | USA           | 20,76    |
| 4     | Christoph Pöstinger | Österreich    | 20,77    |
| 5     | Antoine Boussombo   | Gabun         | 20,79 NR |
| 6     | Thierry Lubin       | Frankreich    | 20,80    |
| 7     | Arif Ahundov        | Aserbaidschan | 22,08    |

### Vorlauf 6
6. August 1997, 10:45 Uhr
Wind: −0,7 m/s
| Platz | Name              | Nation         | Zeit (s) |
| ----- | ----------------- | -------------- | -------- |
| 1     | Kevin Little      | USA            | 20,68    |
| 2     | Gary Ryan         | Irland         | 20,69 NR |
| 3     | Owusu Dako        | Großbritannien | 20,70    |
| 4     | Steve Brimacombe  | Australien     | 20,75    |
| 5     | Alessandro Attene | Italien        | 20,92    |
| 6     | Andrew Tynes      | Bahamas        | 21,00    |
| 7     | Mohammad Bin Haji | Brunei         | 22,37    |

### Vorlauf 7
6. August 1997, 10:51 Uhr
Wind: +0,6 m/s
| Platz | Name               | Nation       | Zeit (s) |
| ----- | ------------------ | ------------ | -------- |
| 1     | Claudinei da Silva | Brasilien    | 20,59    |
| 2     | Chris Donaldson    | Neuseeland   | 20,75    |
| 3     | Ioannis Nafpliotis | Griechenland | 20,84    |
| 4     | Andrei Fedoriw     | Russland     | 20,88    |
| 5     | Jordi Mayoral      | Spanien      | 20,99    |
| 6     | Kwame Galloway     | Montserrat   | 22,45    |
| DNS   | Ivan Šlehobr       | Tschechien   |          |

### Vorlauf 8
6. August 1997, 10:57 Uhr
Wind: +0,6 m/s
| Platz | Name             | Nation         | Zeit (s) |
| ----- | ---------------- | -------------- | -------- |
| 1     | Geir Moen        | Norwegen       | 20,79    |
| 2     | Gentry Bradley   | USA            | 20,80    |
| 3     | Carlos Gats      | Argentinien    | 20,86    |
| 4     | Thomás Sbókos    | Griechenland   | 20,94    |
| 5     | Oumar Loum       | Senegal        | 20,95    |
| 6     | Ahmed Douhou     | Elfenbeinküste | 21,08    |
| 7     | Benjamin Sirimou | Kamerun        | 21,45    |
| 8     | Hadhari Djaffar  | Komoren        | 21,59 NR |

### Vorlauf 9
6. August 1997, 11:03 Uhr
Wind: +1,2 m/s
| Platz | Name                 | Nation      | Zeit (s) |
| ----- | -------------------- | ----------- | -------- |
| 1     | Iván García          | Kuba        | 20,41    |
| 2     | Troy Douglas         | Bermuda     | 20,46    |
| 3     | Anninos Markoullidis | Zypern      | 20,47    |
| 4     | Sergey Osovic        | Ukraine     | 20,56    |
| 5     | Sebastián Keitel     | Chile       | 20,72    |
| 6     | Malik Louahla        | Algerien    | 21,31    |
| 7     | Khongdy Amnouayphone | Laos        | 22,86    |
| 8     | Mahbub Alam          | Bangladesch | 23,54    |

## Viertelfinale
Aus den vier Viertelfinalläufen qualifizierten sich die jeweils ersten drei Athleten – hellblau unterlegt – sowie die darüber hinaus vier zeitschnellsten Läufer – hellgrün unterlegt – für das Halbfinale.

### Viertelfinallauf 1
6. August 1997, 18:45 Uhr
Wind: −3,5 m/s
| Platz | Name             | Nation         | Zeit (s) |
| ----- | ---------------- | -------------- | -------- |
| 1     | Patrick Stevens  | Belgien        | 20,77    |
| 2     | Troy Douglas     | Bermuda        | 20,78    |
| 3     | Chris Donaldson  | Neuseeland     | 21,04    |
| 4     | Gentry Bradley   | USA            | 21,08    |
| 5     | Sergejs Inšakovs | Lettland       | 21,22    |
| 6     | Emmanuel Tuffour | Ghana          | 21,25    |
| 7     | Sayon Cooper     | Liberia        | 21,39    |
| 8     | Owusu Dako       | Großbritannien | 21,52    |

### Viertelfinallauf 2

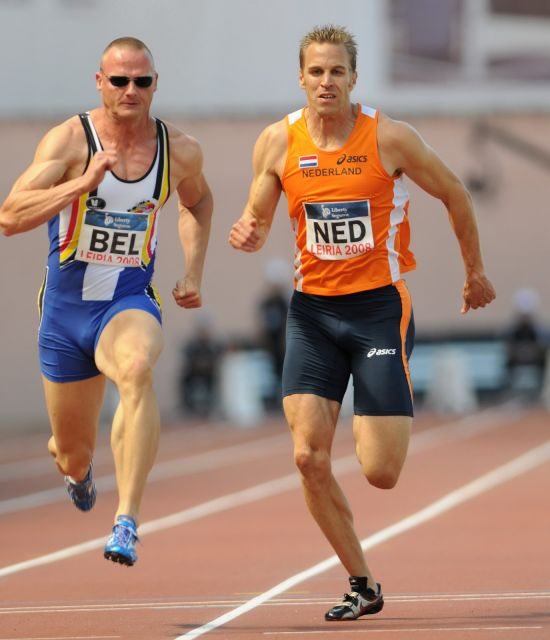
Erik Wijmeersch (links) fehlten nur vier Hundertstelsekunden zur Halbfinalteilnahme

6. August 1997, 18:51 Uhr
Wind: −0,1 m/s
| Platz | Name                 | Nation              | Zeit (s) |
| ----- | -------------------- | ------------------- | -------- |
| 1     | Frank Fredericks     | Namibia             | 20,13    |
| 2     | Ato Boldon           | Trinidad und Tobago | 20,28    |
| 3     | Jon Drummond         | USA                 | 20,59    |
| 4     | Julian Golding       | Großbritannien      | 20,69    |
| 5     | Erik Wijmeersch      | Belgien             | 20,73    |
| 6     | O’Brian Gibbons      | Kanada              | 20,78    |
| 7     | Anninos Markoullidis | Zypern              | 20,83    |
| 8     | Carlo Occhiena       | Italien             | 21,14    |

### Viertelfinallauf 3
6. August 1997, 18:57 Uhr
Wind: +0,4 m/s
| Platz | Name                     | Nation         | Zeit (s) |
| ----- | ------------------------ | -------------- | -------- |
| 1     | Claudinei da Silva       | Brasilien      | 20,27    |
| 2     | Kevin Little             | USA            | 20,38    |
| 3     | Sergey Osovic            | Ukraine        | 20,54    |
| 4     | Douglas Walker           | Großbritannien | 20,56    |
| 5     | Georgios Panagiotopoulos | Griechenland   | 20,57    |
| 6     | Deji Aliu                | Nigeria        | 20,65    |
| 7     | Prodromos Katsantonis    | Zypern         | 20,77    |
| 8     | Gary Ryan                | Irland         | 20,83    |

### Viertelfinallauf 4

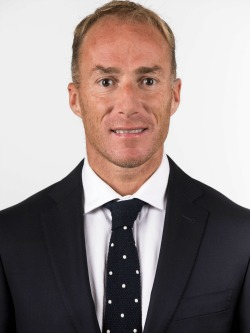
Als Sechster seines Rennens schied Sebastián Keitel (Foto: 2012) im Viertelfinale aus

6. August 1997, 19:03 Uhr
Wind: +1,6 m/s
| Platz | Name               | Nation       | Zeit (s) |
| ----- | ------------------ | ------------ | -------- |
| 1     | Iván García        | Kuba         | 20,48    |
| 2     | Obadele Thompson   | Barbados     | 20,62    |
| 3     | Carlos Gats        | Argentinien  | 20,87    |
| 4     | Joseph Loua        | Guinea       | 20,91    |
| 5     | Ioannis Nafpliotis | Griechenland | 20,94    |
| 6     | Sebastián Keitel   | Chile        | 20,96    |
| 7     | Giovanni Puggioni  | Italien      | 22,70    |
| DNS   | Geir Moen          | Norwegen     |          |

## Halbfinale
Aus den beiden Halbfinalläufen qualifizierten sich die jeweils ersten vier Athleten – hellblau unterlegt – für das Finale.

### Halbfinallauf 1

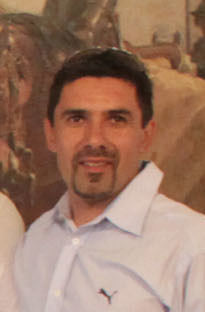
Carlos Gats (hier im Jahr 2012) landete in seinem Halbfinallauf auf Rang acht und schied damit aus

7. August 1997, 19:25 Uhr
Wind: −0,5 m/s
| Platz | Name                     | Nation         | Zeit (s) |
| ----- | ------------------------ | -------------- | -------- |
| 1     | Claudinei da Silva       | Brasilien      | 20,35    |
| 2     | Iván García              | Kuba           | 20,39    |
| 3     | Georgios Panagiotopoulos | Griechenland   | 20,43    |
| 4     | Obadele Thompson         | Barbados       | 20,46    |
| 5     | Sergey Osovic            | Ukraine        | 20,51    |
| 6     | Kevin Little             | USA            | 20,57    |
| 7     | Julian Golding           | Großbritannien | 20,61    |
| 8     | Carlos Gats              | Argentinien    | 21,44    |

### Halbfinallauf 2

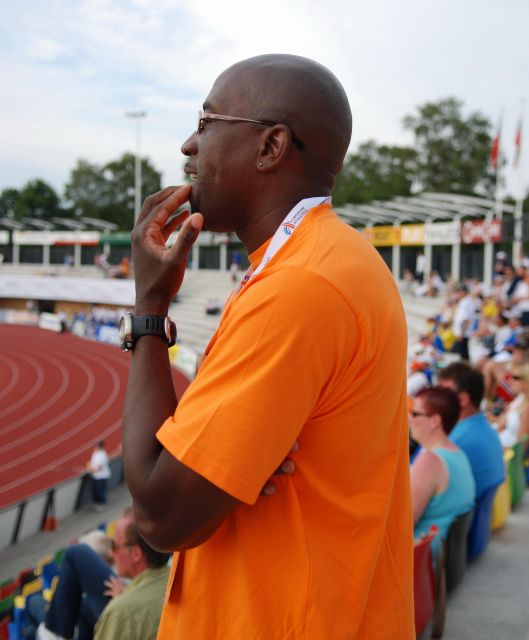
Troy Douglas, hier noch für Bermuda und später für die Niederlande am Start, verpasste das Finale um einen Rang

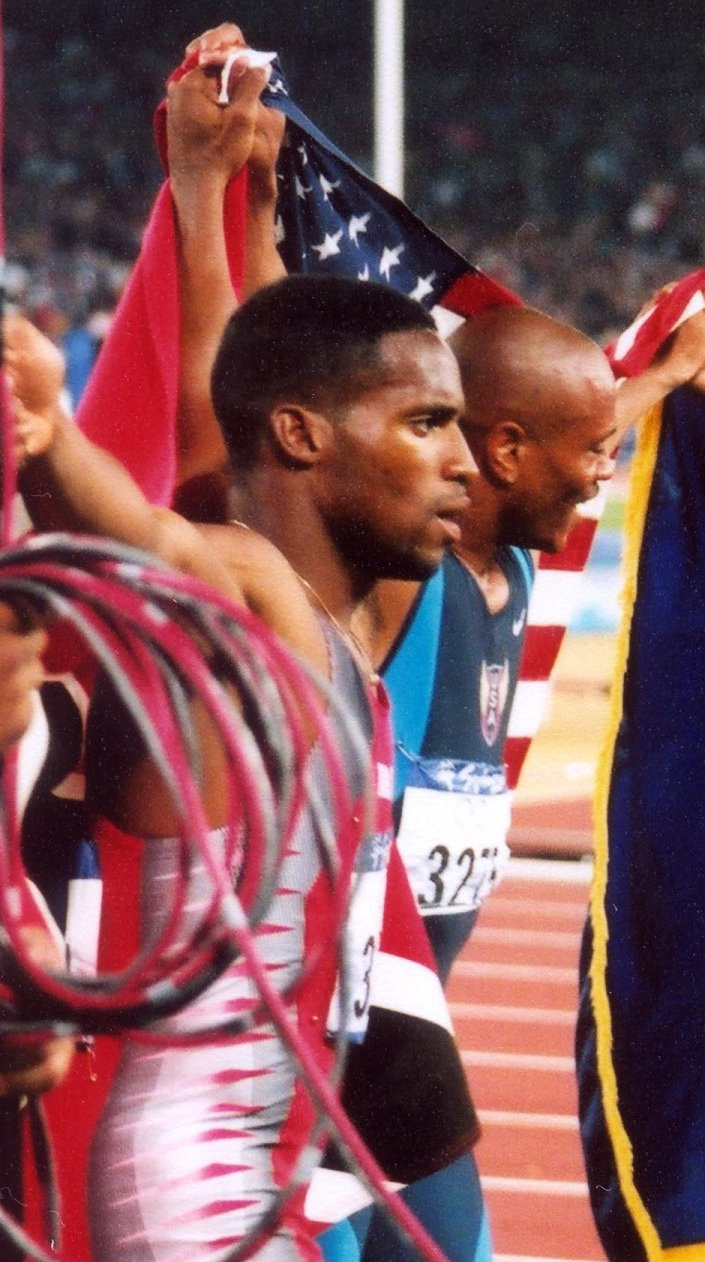
Nach Bronze bei Olympia (1996) bzw. Weltmeisterschaften (1995, hier auch über 100 Meter) gab es nun Gold für Ato Bolden

7. August 1997, 19:35 Uhr
Wind: −0,2 m/s
| Platz | Name             | Nation              | Zeit (s) |
| ----- | ---------------- | ------------------- | -------- |
| 1     | Ato Boldon       | Trinidad und Tobago | 20,09    |
| 2     | Frank Fredericks | Namibia             | 20,18    |
| 3     | Jon Drummond     | USA                 | 20,29    |
| 4     | Patrick Stevens  | Belgien             | 20,42    |
| 5     | Troy Douglas     | Bermuda             | 20,43    |
| 6     | Douglas Walker   | Großbritannien      | 20,61    |
| 7     | Deji Aliu        | Nigeria             | 20,78    |
| 8     | Chris Donaldson  | Neuseeland          | 20,92    |

## Finale
8. August 1997, 19:20 Uhr
Wind: +2,3 m/s
| Platz | Name                     | Nation              | Zeit (s) |
| ----- | ------------------------ | ------------------- | -------- |
| 1     | Ato Boldon               | Trinidad und Tobago | 20,04    |
| 2     | Frank Fredericks         | Namibia             | 20,23    |
| 3     | Claudinei da Silva       | Brasilien           | 20,26    |
| 4     | Iván García              | Kuba                | 20,31    |
| 5     | Georgios Panagiotopoulos | Griechenland        | 20,32    |
| 6     | Obadele Thompson         | Barbados            | 20,37    |
| 7     | Jon Drummond             | USA                 | 20,44    |
| 8     | Patrick Stevens          | Belgien             | 20,44    |

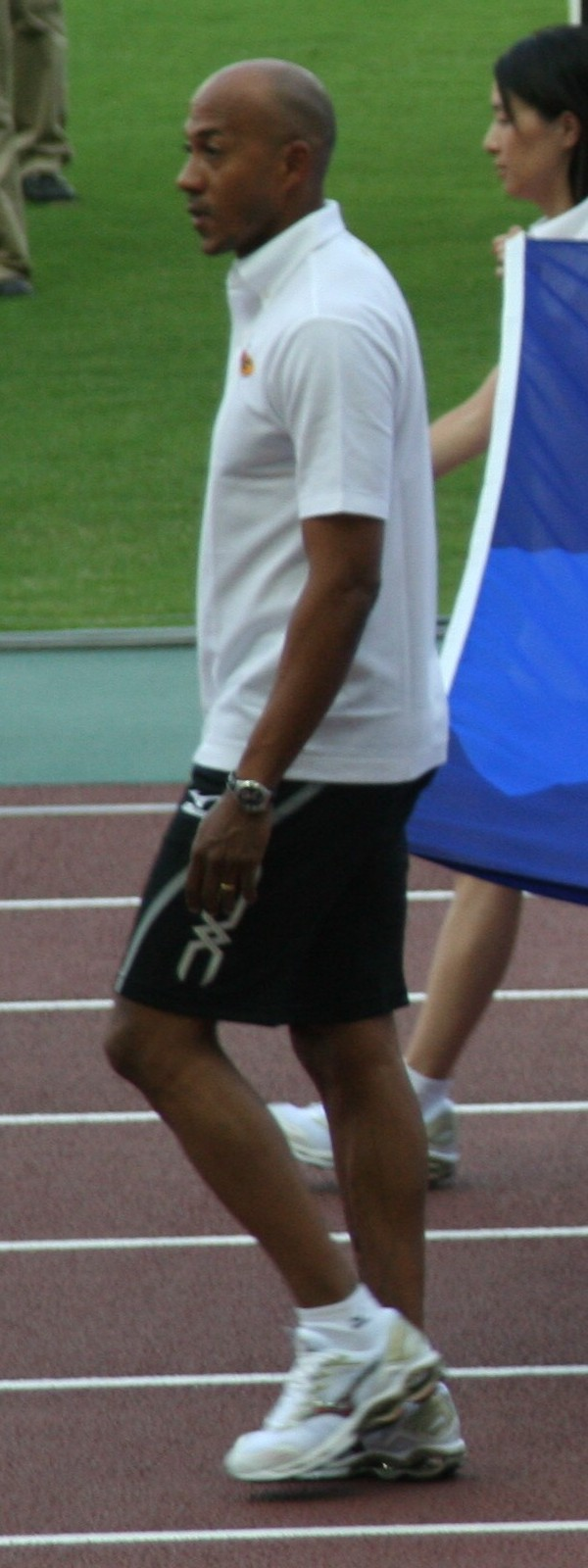
Wieder Silber wie schon bei den Weltmeisterschaften 1991/1995 und bei Olympia 1992/1996 (hier auch über 100 Meter) errang der Weltmeister von 1993 Frank Fredericks
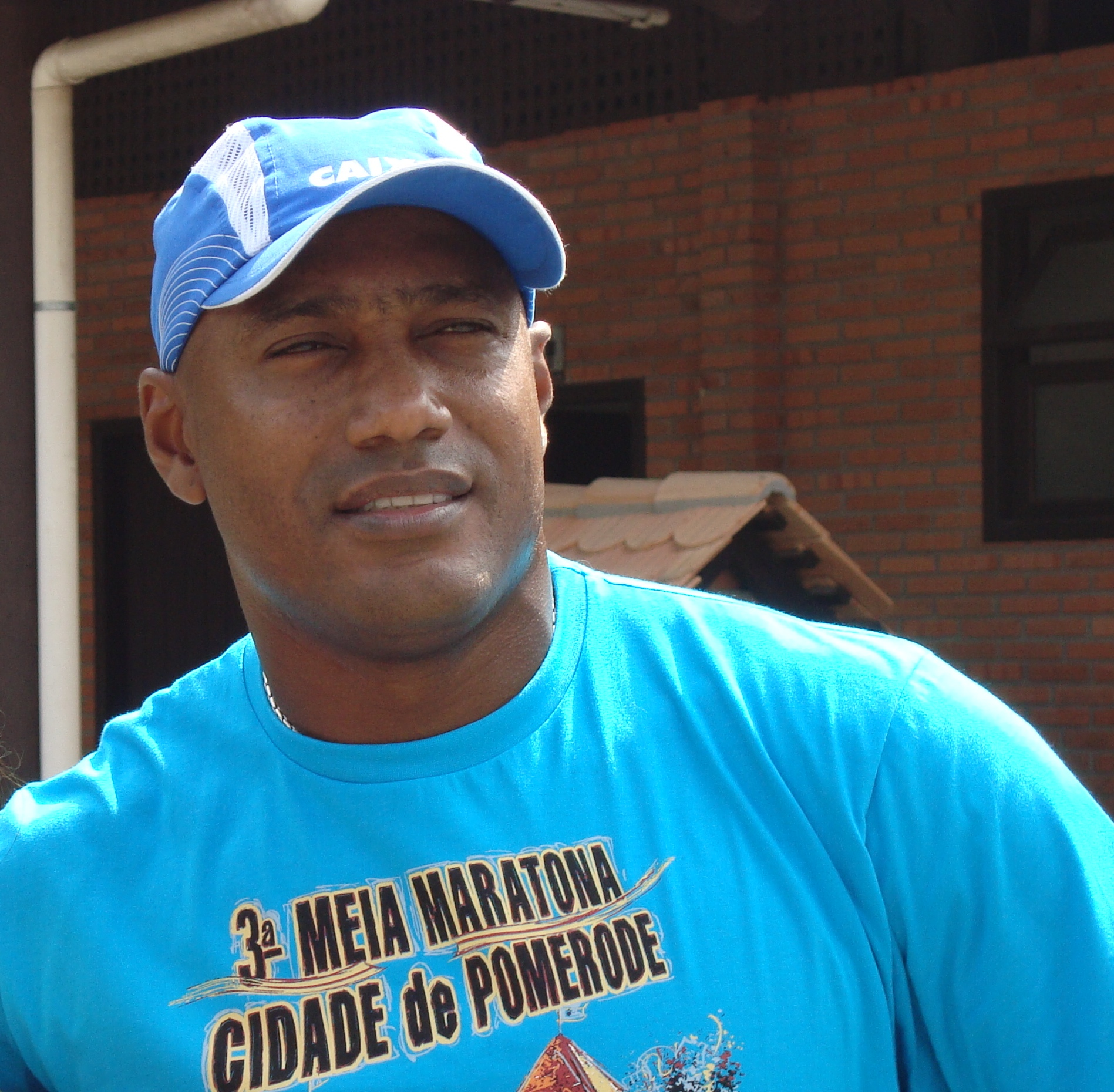
Bronzemedaillengewinner Claudinei da Silva

## Video
- Uncut - 200m Men Final Athens 1997 auf youtube.com, abgerufen am 13. Juni 2020